# Nightmare in the Dark
Nightmare in the Dark est un jeu vidéo de plates-formes développé par Eleven et Gavaking, et édité par SNK en 2000 sur Neo-Geo MVS (NGM 260),,.

## Système de jeu
Le jeu s'appuie sur un système très similaire à Bubble Bobble. Il lui emprunte notamment le level design (plusieurs niveaux verticaux dans un tableau fixe) et le fait de devoir éliminer tous les ennemis à l'écran pour passer au niveau suivant.
Même si le jeu s'avère fort plaisant visuellement, ce système installe un sentiment de répétitivité une fois l'effet de nouveauté passé.